# 黎明行者號
《黎明行者號》（英語：The Voyage of the Dawn Treader）是納尼亞傳奇系列中的其中一部作品，由英國作家C·S·路易斯於1951年所著。按C·S·路易斯的寫成次序，本作品是第三本；按故事發生次序，則為第五本。這一本書，C·S·路易是獻給馬莉·卡麗兒·哈維的。而本書亦曾被改編作電影。

## 主角人物
- 愛德蒙·佩文西（Edmund Pevensie）：四位兄弟姊妹中第三大，擅長外交，並由他代彼得發出戰書給米拉茲。
- 露西·佩文西（Lucy Pevensie）：四位兄弟姊妹中最小，並相信亞斯蘭依然存在。
- 尤斯提·史瓜（Eustace Scrubb）：佩文西四位兄弟姊妹的表弟。
- 賈斯潘王子（Prince Caspian）/賈斯潘十世（King Caspian X）：入侵納尼亞的坦摩人後代，因米拉茲的妻子生下的兒子而要逃亡。

## 故事概要
故事發生在上一集《賈斯潘王子》的納尼亞年代3年後。 1943年的英國戰爭時，佩文西家孩子的老大、老二都離家，彼得正在準備大學入學考試、蘇珊在美國度假，老三與老么——埃德蒙與露西心不甘情不願待在劍橋附近的親戚家。他們在那裡的最大挑戰，就是應付討人厭的表弟尤斯塔斯。直到這三名孩子發現一幅黎明踏浪號的油畫，那是一艘壯觀的帆船，外觀靈感來自巨龍。船首是龍的頭、船尾是龍尾巴、左右船舷則以龍翼裝飾。
油畫圖案突然間不知何故開始動了起來，房間湧進洪水將孩子淹沒，然後將他們傳送回納尼亞的東海，被畫裡同一艘黎明踏浪號船上的賈斯潘國王與船員救起。愛德蒙與露西很興奮能重返他們曾以國王與女王統治的納尼亞；牢騷發不停的尤斯提是這個世界的新訪客，顯得興致缺缺。三人很快便得知賈斯潘東行的目的－－他正要履行找到7名失踪坦摩勳爵的誓約，也是已故先王父親最好的朋友。他們的旅程引領他們到5座島嶼，每一座島都帶給船上的人料想不到的危險與冒險，每一座島都隱藏誘人的秘密。賈斯潘一行人發現邪惡綠霧的存在，不僅能綁架人的肉體，連心智都能被擄走。一名睿智的長者魔法師柯瑞金，向賈斯潘與佩文西兄弟姐妹解釋，要破除這致命的魔咒，必須找到7名勳爵，並且取回亞斯蘭贈送給他們用以保護納尼亞的寶劍。全部蒐集後，放在亞斯藍的餐桌，寶劍將會賦予他們打敗綠霧與女巫的能力。如果無法集合7寶劍，他們與納尼亞都將灰飛湮滅。
這群航海家的任務令人望之卻步，他們必須力抗洶湧怒濤、駭人海蛇與其他危險。當他們展開這場改變他們一生的旅程，前往視界遙遠的邊陲地帶時，他們的勇氣與信念，在這場攸關命運與轉變的航行中，不斷受到誘惑與考驗。

## 改編
- 本書在2010年被迪士尼改編拍成電影《納尼亞傳奇：黎明行者號》，由麥可·艾普特執導。